# Khentykhety
 (février 2024).
Si vous disposez d'ouvrages ou d'articles de référence ou si vous connaissez des sites web de qualité traitant du thème abordé ici, merci de compléter l'article en donnant les références utiles à sa vérifiabilité et en les liant à la section « Notes et références ».
Dans la mythologie égyptienne, Khentykhety (« Horus qui réside à Athribis ») est une forme secondaire du dieu Horus, vénérée dans le Xe nome à Athribis (Het-ta-hérieb en égyptien). 
C'est un dieu crocodile à caractère solaire, il représente le soleil jeune repoussant les créatures de l’obscurité.

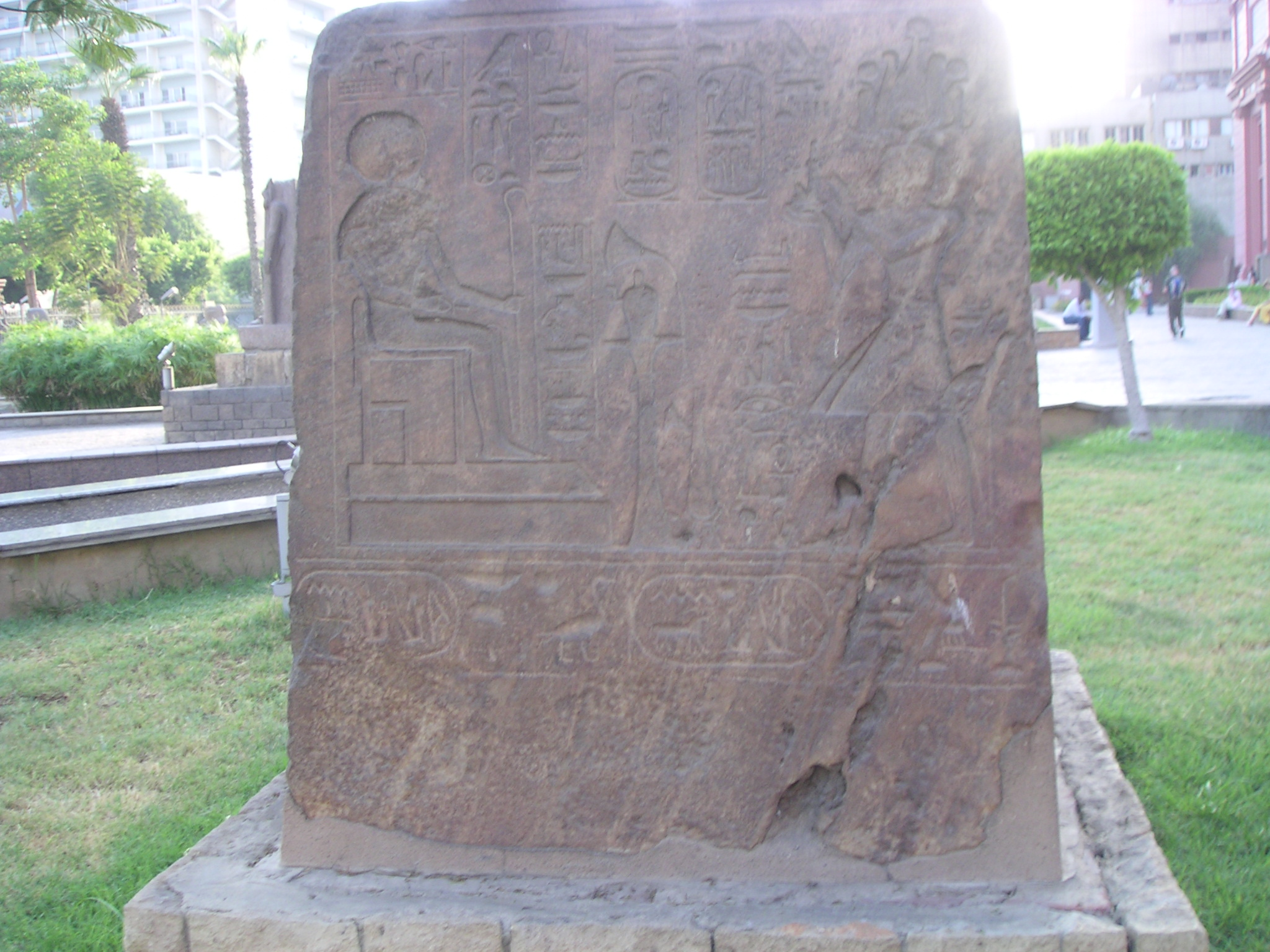
La scène représente le roi faisant une offrande au dieu Horus Khenty-Khety.

Dans le jardin du Musée du Caire se trouve la base des obélisques que Ramsès II fit ériger à Athribis devant le temple.